# Ulli Lommel
Ulli Lommel (Zielenzig, Oststernberg, 1944. december 21. – 2017. december 12.) német színész, filmrendező, filmproducer.

## Filmjei

### Filmrendezőként
- Haytabo (1971)
- Die Zärtlichkeit der Wölfe (1973)
- Adolf und Marlene (1977)
- Cocaine Cowboys (1979)
- Blank Generation (1980)
- The Boogeyman (1980)
- Agyhullámok (The BrainWaves) (1982)
- The Devonsville Terror (1983)
- Olivia (1983)
- Idegenek a paradicsomban (Strangers in Paradise) (1984)
- Revenge of the Stolen Stars (1985)
- I.F.O.: Identified Flying Object (1987)
- Overkill (1987)
- Cold Heat (1989)
- WarBirds (1989)
- The Big Sweat (1991)
- Marilyn, My Love (1994)
- Daniel der Zauberer (2004)
- Zombie Nation (2005)
- Zodiac Killer (2005)
- B.T.K. Killer (2005)
- The Green River Killer (2005)
- Killer Pickton (2005)
- The Raven (2006)
- Diary of a Cannibal (2006)
- Black Dahlia (2006)
- Curse of the Zodiac (2007)
- The Tomb (2007)
- Borderline Cult (2007)
- Nightstalker (2007)
- Baseline Killer (2008)
- Son of Sam (2008)
- Dungeon Girl (2008)
- Absolute Evil (2008)
- D.C. Sniper (2009)
- Mondo Americana (2015)

### Színészként
- Fanny Hill (1964)
- Winnetou bosszúja (Old Surehand) (1965)
- Maigret legnagyobb esete (Maigret und sein grösster Fall) (1966)
- A szerelem hidegebb a halálnál (Liebe ist kälter als der Tod) (1969)
- Az amerikai katona (Der amerikanische Soldat) (1970)
- Rio das Mortes (1970, tv-film)
- Whity (1971)
- Óvakodj a szent kurvától (Warnung vor einer heiligen Nutte) (1971)
- Welt am Draht (1973, tv-film)
- Effi Briest (1974)
- Tetthely  (Tatort) (1974, tv-sorozat, egy epizódban)
- Sátánfajzat (Satansbraten) (1976)
- Kínai rulett  (Chinesisches Roulette) (1976)
- Schatten der Engel (1976)
- Idegenek a paradicsomban (Strangers in Paradise) (1984)
- Revenge of the Stolen Stars (1985)
- Hors Saison (1992)
- Every Minute Is Goodbye (1996)
- Bloodsuckers (1998)
- Daniel der Zauberer (2004)

### Filmproducerként
- Anglia (1970)
- Whity (1971)
- Con la música a otra parte (1975)
- The Boogeyman (1980)
- Fassbinder in Hollywood (2002, dokumentumfilm, társproducer)
- Daniel der Zauberer (2004)